# Tammoez
Tammoez (Hebreeuws: תמוז) is de tiende maand van het joodse jaar en telt 29 dagen.
Deze maand valt ongeveer samen met de tweede helft van juni en de eerste helft van juli van de algemene of gregoriaanse kalender.
Eén treurdag valt in de maand tammoez:
- 17 - Vastendag, herdenking dat Jeruzalem indertijd zowel door koning Nebukadnezar (586 voor de gangbare jaartelling) als later door de Romeinse generaal Titus (70) werd ingenomen; verder de herdenking van het kapotslaan van de eerste Tien Geboden door Mozes.

tisjri · chesjvan · kislew · tevet · sjevat · adar · adar 2 · nisan · iar · sivan · tammoez · av · eloel